# Bertilda Samper Acosta
Madre María Ignacia, O.S.C. (Bogotá, 31 de julio de 1856 - ibidem, 31 de julio de 1910) fue una religiosa, poeta y escritora, famosa por reformar y adaptar la novena de aguinaldos a las costumbres colombianas.

## Biografía
Bertilda Samper Acosta nació el 31 de julio de 1856 en Bogotá y era hija de la escritora Soledad Acosta de Samper y del político y periodista José María Samper, ambos reconocidos por su aporte a la literatura colombiana.  
Aunque la mayor parte de su obra permanece inédita,  Bertilda (cuyo nombre en el convento fue "María Ignacia") es reconocida por revisar, adaptar y publicar la Novena de Aguinaldos, conjunto muy popular de oraciones  que en Colombia, Venezuela y Ecuador se rezan a diario durante los nueve días anteriores a la Navidad. 

## Familia
La Madre María perteneció a una de las familias ilustradas más importantes de la historia de Colombia. Además de sus padres, José María Samper y Soledad Acosta, que eran escritores, era nieta del militar y escritor Joaquín Acosta.
A la misma familia pertenecieron el político Miguel Samper, el también escritor Daniel Samper Ortega, el arquitecto Germán Samper Gnecco, y pertenecen el expresidente Ernesto Samper, su hermano, el periodista Daniel Samper, y el hijo de éste y sobrino de Ernesto, el también periodista Daniel Samper Ospina. 
El hijo de Ernesto Samper es el diplomático y abogado Miguel Samper Strouss.